# Montefiascone
Montefiascone is een Italiaanse stad in de provincie Viterbo, in de regio Latium, honderd kilometer ten noorden van Rome. De stad ligt in de buurt van het Meer van Bolsena. De stad telde in 2005 circa 12.600 inwoners. De voornaamste bronnen van inkomsten zijn wijnbouw en toerisme.
De stad kent verschillende bezienswaardigheden, waaronder de aan de heilige Margaretha gewijde kathedraal (uit de vijftiende eeuw), die een van de grootste koepels van Italië heeft. Ook bijzonder is de Basiliek van Sint Flaviano, waarvan de oudste gedeelten uit de tiende eeuw stammen. De basiliek bestaat feitelijk uit twee kerken die boven op elkaar gestapeld zijn.
In de basiliek bevindt zich een graf, waar volgens lokale folklore de Duitse bisschop Johannes Fugger begraven ligt, die, op weg naar Rome voor de kroning van keizer Hendrik V, in Montefiacone bleef hangen en zich er letterlijk dooddronk. Naar deze gebeurtenis is de bekendste wijn van de stad genoemd: de Est! Est!! Est!!! di Montefiascone. In variaties van het verhaal wordt de man Defuk genoemd en soms is hij geen bischop, maar een bankier. Overigens is dit verhaal van die bisschop later bedacht.
Een veel eenvoudiger verhaal gaat uit er vanuit dat het graf de laatste rustplaats is van een of andere plaatselijke lekkerbek.
De auteur Quinto Ficari, toont in zijn boek “LA LEGGENDA DI DEFUK EST EST EST e IL MISTERO DI FEDERICO II DI SVEVIA” (ISBN:978-88-91043-89-4), waarvoor hij meer dan 5 jaar onderzoek heeft gedaan, aan, dat het graf waarschijnlijk de laatste rustplaats is van de Duitse edelman Friedrich von Tanne  (1148-1197), die tijdens de strijd tussen Welfen en Ghibellijnen door de plaatselijke bevolking werd gelyncht. Het lichaam ban von Tanne, lid van een machtige familie die zich later von Waldburg zou noemen, zou later door een verre verwant, Eberhard II von Regensburg, aartsbisschop van Salzburg, in de basiliek zijn herbegraven.
In het oog springend is voorts het Rocca dei Papi di Montefiascone, een pauselijk paleis dat in de dertiende eeuw wegens onrust in Rome verblijfplaats van pausen is geweest.
Tot 1986 was Montefiascone een titulaire bisschopszetel. Het bisdom ging toen op in het bisdom Viterbo.

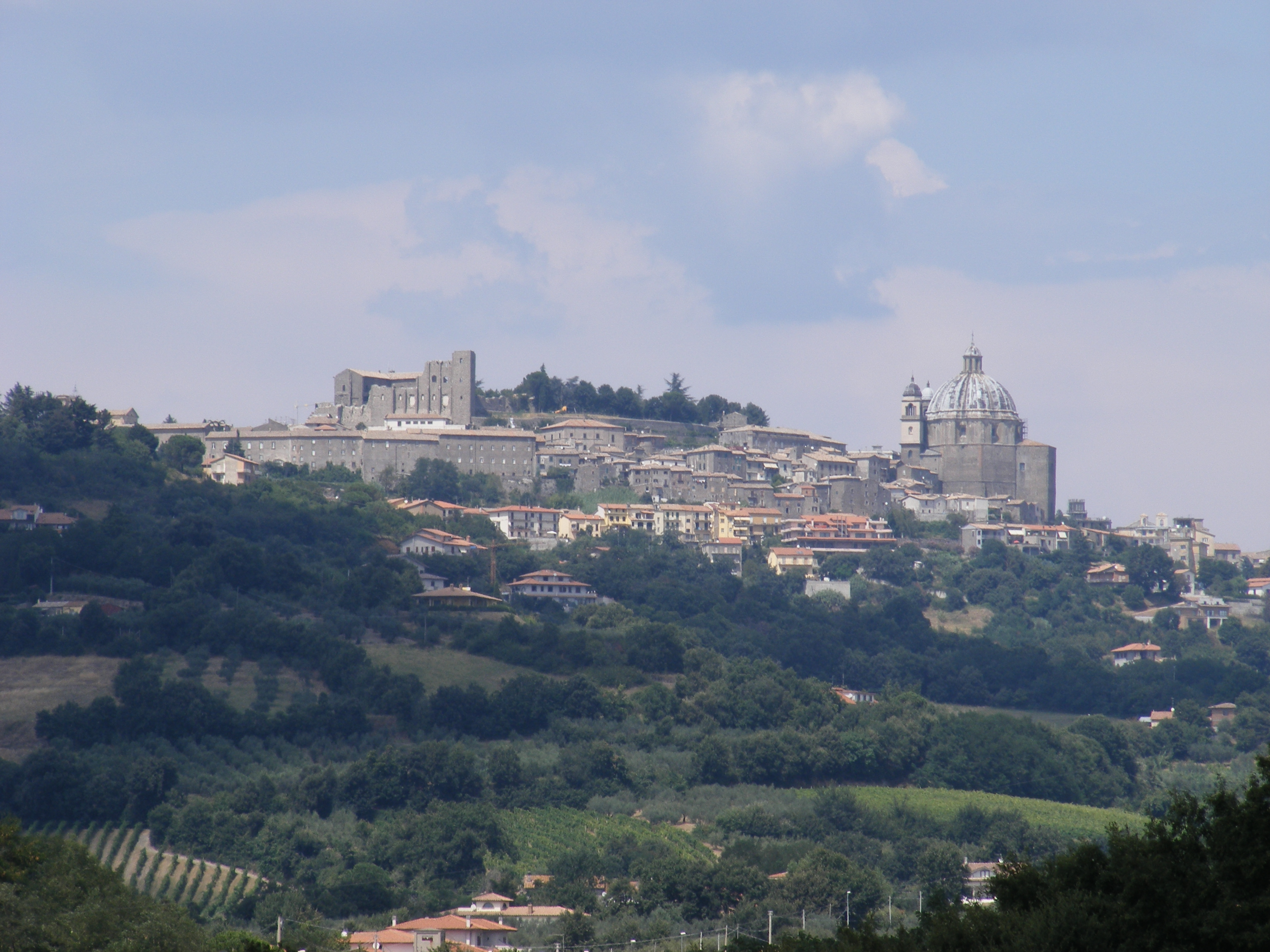
Montefiascone
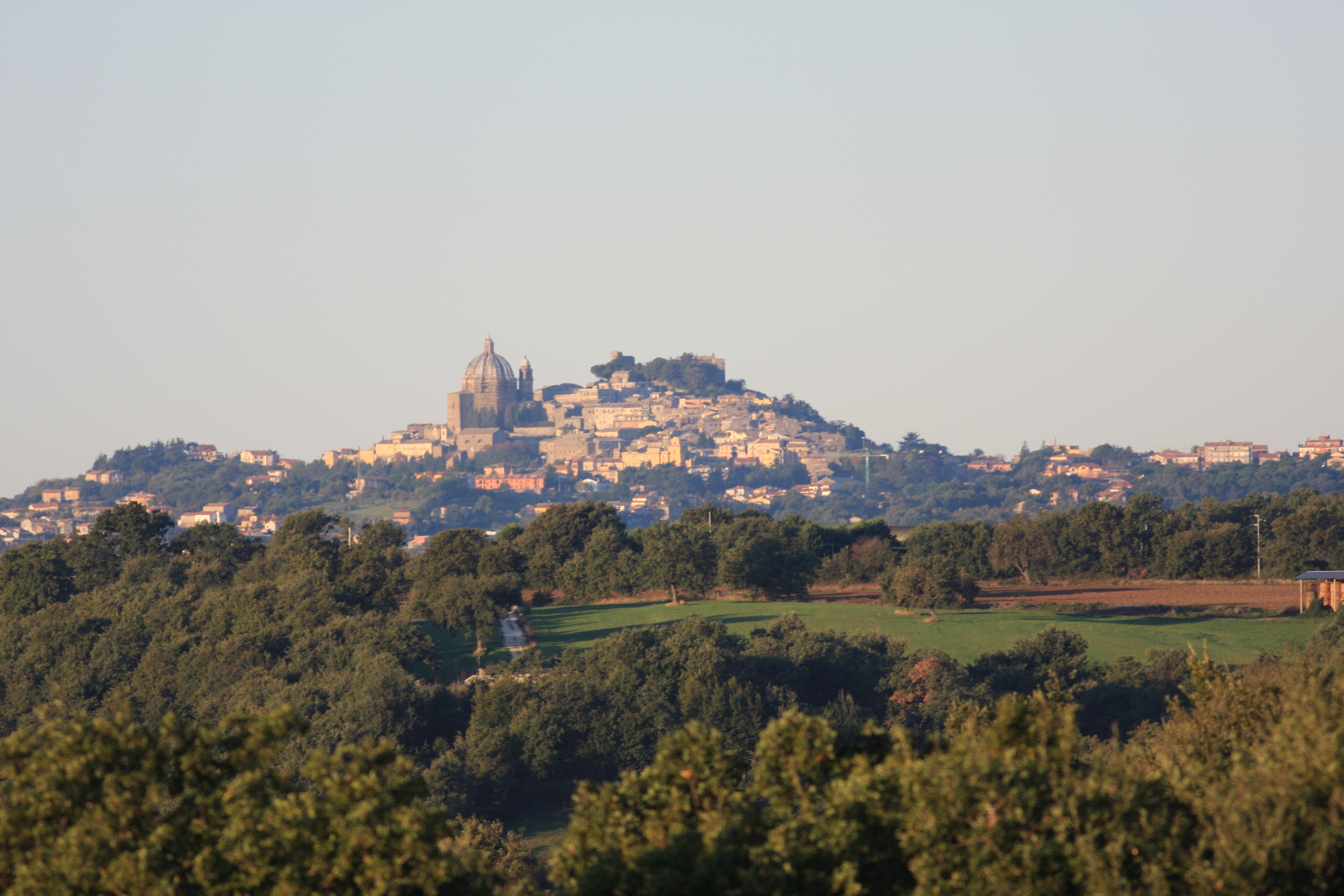
Overzicht van Montefiascone vanaf Castel Cellesi
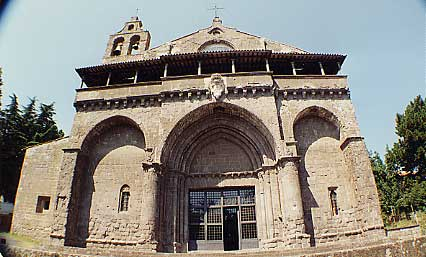
Kerk van Sint Flavianus
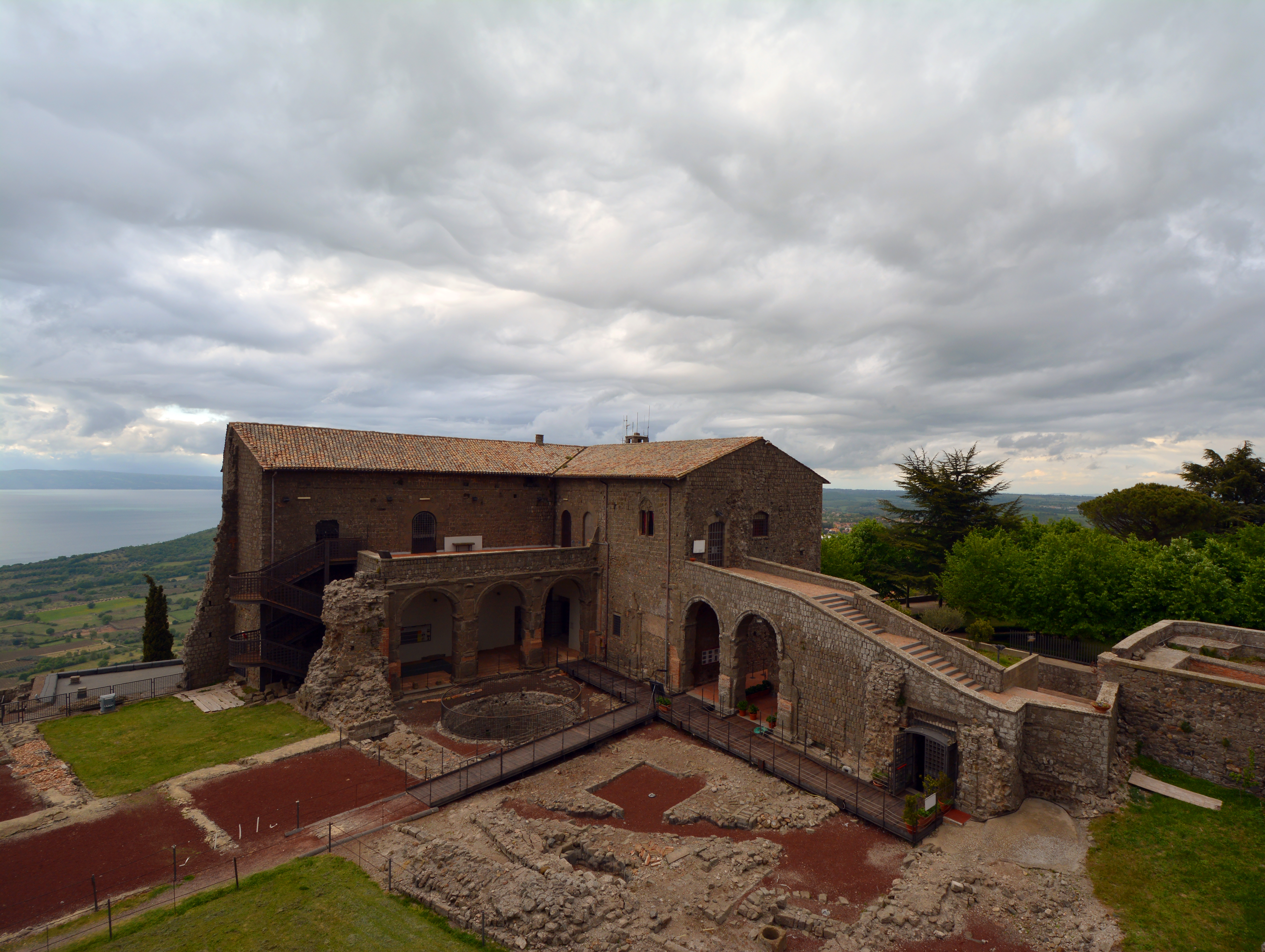
Deel van complex Rocca dei Papi
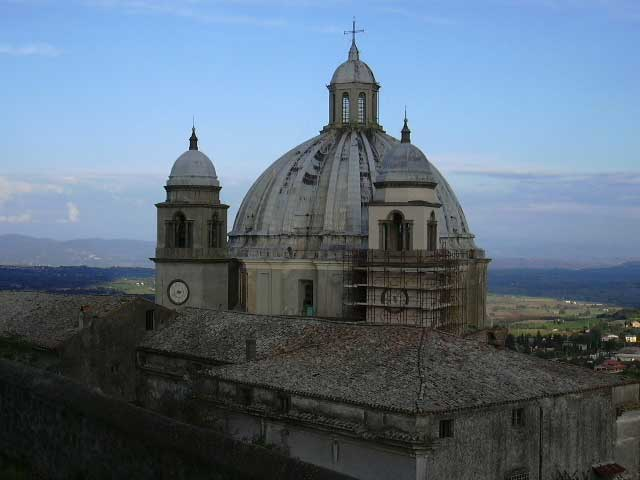
Kathedraal van Sint Margaretha